# پریوولنی (داغستان)
پریوولنی (به لاتین: Privolny) یک منطقهٔ مسکونی در روسیه است که در داغستان واقع شده‌است.